# Havana Solaun
Havana Solaun, née le 23 février 1993 à Gainesville, est une footballeuse internationale jamaïcaine évoluant au poste de milieu de terrain avec le club du Dash de Houston.

## Biographie

### Parcours en club
Bien qu'il lui ait été proposé une poursuite de contrat avec le club des Spirit de Washington, Havana choisit de partir en Norvège au club de Klepp IL.

### Parcours en équipe nationale
Bien qu'elle soit née aux États-Unis et qu'elle ait joué dans les sélections de jeunes (U17, U20 et U23) américaines, elle finit par choisir de jouer avec l'équipe jamaïcaine. Elle est née d'une mère jamaïcaine et d'un père cubain qui ont émigré aux États-Unis un an avant sa naissance. Elle avait donc la possibilité de jouer pour les équipes de Jamaïque, de Cuba et des États-Unis. Elle choisit de jouer pour la Jamaïque, son grand-père maternel étant Jamaïcain. Elle fait ses débuts en équipe nationale lors d'un match amical face au Chili, le 3 mars 2019.